# Compsophis infralineatus
Compsophis infralineatus — вид змій родини Pseudoxyrhophiidae. Ендемік Мадагаскару.

## Поширення і екологія
Compsophis infralineatus мешкають на півночі і сході острова Мадагаскар. Вони живуть у вологих тропічних лісах. Живляться амфібіями і дрібними ссавцями.